# Léonce Chagot
François Léonce Chagot, né le 30 août 1822 au Creusot (Saône-et-Loire) et mort le 18 août 1893 à Saint-Vallier (Saône-et-Loire), est un industriel et homme politique français.
Il fut le premier maire de Montceau-les-Mines en 1856 et diriga de façon paternaliste les Houillères de Blanzy à partir de 1877. 

## Biographie

### Famille
François Léonce Chagot, habituellement désigné sous le nom de Léonce Chagot, est né au Creusot le 30 août 1822. Il est le fils d'Hyppolite Chagot, maître de forges, et de Virginie Cherveau, elle-même fille de Vivant Cherveau avocat au Parlement de Dijon et industriel. Il est le petit-fils de Jean François Chagot, qui acheta les mines de Blanzy, et le neveu de Jules Chagot, qui les développa, et à qui il succéda. Il est donc le troisième membre de la dynastie Chagot qui vint s'établir en Saône-et-Loire pour y développer l'industrie.
Léonce Chagot fait ses études au Collège de Juilly (Seine-et-Marne) et à l'École Centrale (Promotion 1846).
Il épouse le 4 février 1856 Marie Ligier de Laprade.

### Mines de Blanzy
Entré en 1846 à la mine dirigée par son oncle, il est bientôt nommé à la direction des Services intérieurs. Il dirige la Compagnie des mines de Blanzy en 1877, quand Jules Chagot se retire.
Excellent ingénieur, il s'emploie à perfectionner les systèmes d'exploitation, et introduit des équipements destinés à réduire les efforts des mineurs, comme des machines à air comprimé qui permettent de multiplier la vitesse d'avancement par trois ou quatre. Il fait remplacer les chevaux par des locomotives. Il renforce les mesures de sécurité : amélioration des méthodes d'aérage, suppression des tirages des coups de mine à la poudre, installation de l'électricité ainsi que de conduites d'eau contre les incendies, charpentes métalliques. Il fait étudier une lampe de sûreté et établir des filets de protection contre les chutes.
Pendant sa gérance, les effectifs sont multipliés par 1,6 et la production par 2.

### Paternalisme
En tant qu'adjoint de Jules Chagot, il participe à la politique paternaliste de la Compagnie et la poursuit activement quand il lui succède. Il faut d'une part favoriser l'attachement d'une main d'œuvre rare et peu stable, et d'autre part préserver l'ouvrier de l'immoralité et de la débauche, et pour cela contrôler tous les aspects de sa vie. Le patron exerce une tutelle bienveillante et paternelle, mais contrôle tous les aspects de la vie de l'ouvrier, y compris sa vie sociale.
La Compagnie prend ainsi soin de ses employés de la naissance à la mort, à une époque où la protection sociale fait défaut. Des religieux doivent les éduquer, les marier et les soigner. Une retraite correcte les met à l'abri du besoin pendant leurs vieux jours ; Napoléon III félicita chaudement les Chagot pour cette initiative. En outre, la Compagnie fait construire des cités ouvrières, avec des maisons entourées d'un jardin, toutes du même type, que les mineurs peuvent louer, ou en acheter le terrain. Le jardin leur fournit un complément de ressources, ainsi qu'une « saine occupation ». En 1890, environ le quart des chefs de famille est ainsi propriétaire de son logement. Les « sacrifices » consentis par la Compagnie en faveur des employés représentent la moitié des dividendes versés aux actionnaires.

### Maire de Montceau
Auparavant simple hameau de Blanzy et de Saint-Vallier, Montceau-les-Mines est érigée en commune en 1856, grâce à l'impulsion de Jules Chagot. Léonce Chagot en est le premier maire jusqu'en 1878. Durant son mandat, la population passe de 2 000  à   12 000 habitants. À sa création, la nouvelle commune n'a rien, ni rue en bon état, ni bâtiment public, et peu de ressources ; tout est à faire. C'est donc la Compagnie des mines de Blanzy qui vole au secours de Montceau, montrant un exemple rare de confusion des intérêts : la famille Chagot réunit le pouvoir économique et le pouvoir politique local. On surnomme même Chagot-ville la ville de Montceau. La Compagnie fait construire l'église et deux chapelles, le presbytère, les écoles, un hôpital, le cimetière sur des terrains qu'elle possède… Elle subventionne la construction de la mairie et des bâtiments communaux, paie des gardes en soutien au garde-champêtre, puis un commissaire de police. Elle loge et chauffe la brigade de gendarmerie, le juge de paix et paie le salaire des employés municipaux, quand ce ne sont pas des employés de la Compagnie qui effectuent les tâches dévolues à la commune. La famille Chagot favorise l'installation des commerces et institue les foires et les marchés.
Léonce Chagot est élu conseiller général du canton de Montceau-les-Mines.
Il est nommé chevalier de l'ordre national de la Légion d'honneur pendant l'Exposition universelle de 1867. À cette occasion, il rencontre son commissaire, Frédéric Le Play, qui influence sa pensée.
Mais en 1878, Léonce Chagot perd les élections municipales au profit des républicains. La Compagnie cesse alors les aides qu'elle octroyait à la commune de Montceau et exige le paiement d'un loyer pour les bâtiments communaux construits sur ses terrains.

### Christianisme social
À la suite d'une guérison surprenante de Léonce en 1873, les époux Chagot s'étaient tournés vers une soumission à l'Église et vers une grande dévotion au Sacré-Cœur. Léonce Chagot rejoint les assidus de Paray-le-Monial, épris d'ordre et de restauration de l'ordre moral. Il se lie avec Adolphe Perraud, évêque d'Autun ; les deux hommes sont fascinés par l'encyclique Rerum novarum, qui fixe la doctrine sociale de l'Église. Ils veulent réconcilier le travail industriel avec le catholicisme, et sont angoissés par la progression de la déchristianisation en Bourgogne.
De la pensée de Frédéric Le Play, Léonce Chagot apprécie le souci de rétablir les liens sociaux distendus par la révolution industrielle, l'exode rural et la formation de la classe ouvrière.
En 1878, une grève survient, déclenchée par le renvoi de quinze ouvriers républicains. Léonce Chagot refuse toutes les revendications des ouvriers, les autorités font venir trois bataillons de soldats pour prévenir d'éventuels débordements, et le travail reprend au bout de quinze jours. Mais les ouvriers ont compris la nécessité de se regrouper et s'organisent en syndicats. Les années suivantes, un groupe anarchiste, la Bande Noire, commet plusieurs attentats dans la région contre des édifices religieux et des employés zélés de la Compagnie.
Léonce Chagot garde un souvenir douloureux de ces incidents et éprouve le besoin de prouver son autorité. Il se détourne alors du paternalisme de son oncle pour se tourner vers le christianisme social, introduit par Albert de Mun et Léon Harmel. La gestion des œuvres sociales, jusqu'alors exercée par la Compagnie, est transférée aux mineurs. La Compagnie encourage et soutient ainsi de nombreuses associations qui regroupent les ouvriers en dehors du travail.
Cependant, la majorité d'entre elles est placée sous l'autorité d'un comité subventionné par la Compagnie. La Direction continue à effectuer le prélèvement à la source pour les œuvres, en fixe les taux et la destination et choisit les bénéficiaires. Les écoles, gérées par le clergé, ont pour but de préparer les enfants à leur future condition : les garçons sont destinés à la mine ou à l'usine, et les filles sont préparées à leur destin d'épouse de mineur, et reçoivent un enseignement ménager et une initiation à la vannerie et à la bonneterie.
Le clergé se charge aussi de sélectionner les futurs embauchés, et se donne le but de ramener à l'église les ouvriers perdus. Mgr Perraud reconnaît en Léonce Chagot le modèle du patron chrétien social, et le recommande au pape Léon XIII. Celui-ci l'honore de la dignité de commandeur de l'Ordre de Saint-Grégoire-le-Grand. En réalité, Léonce Chagot continue à considérer les ouvriers comme trop immatures pour gérer les associations.
En parallèle, il crée un comité de surveillance destiné à consigner les renseignements sur les familles des mineurs et à empêcher les groupes anarchistes de revenir. Ce comité se mue en comité électoral, prévu pour soutenir les candidats de la Mine aux élections locales. Il devient ensuite une milice patronale qui fait régner la terreur dans tout le bassin minier, appelée la Bande à Patin, du nom de son chef.
Léonce Chagot meurt le 18 août 1893 à Saint-Vallier. Durant ses obsèques, son ingénieur en chef déclare : « Il a cherché par tous les moyens moraux et religieux à maintenir cette nombreuse population ouvrière dans les bons principes et la saine doctrine ». Pourtant, aucun emplacement de Montceau, aucune rue, ne porte son nom; il n'a donc pas laissé un très bon souvenir à ses anciens administrés.
Son neveu Lionel de Gournay lui succède.

### Particularité
Léonce Chagot appartenait à la lignée d'ingénieurs-patrons considérés comme l'avant-garde des milieux dirigeants de la seconde moitié du dix-neuvième siècle, grâce à leurs compétences professionnelles et à leur sens paternaliste de l'administration des hommes. Cette excellence fut remise en cause avec la montée des revendications ouvrières sous la Troisième République.